# Principio de la suma
En el principio de la suma o regla de la suma es una de los principios fundamentales de conteo. En su versión más simple establece:
| Principio de la suma (informal). Si una tarea se puede realizar de m formas posibles, otra tarea se puede realizar de n formas posibles, y ambas tareas son excluyentes, en el sentido que no pueden realizarse de manera simultánea, entonces hay m+n formas de elegir alguna de estas tareas. |

Por ejemplo, si se desea escoger un alumno entre 2 grupos escolares disponibles, el primero con 25 alumnos y el segundo con 30, entonces se puede seleccionar al alumno de 25+30=55 maneras diferentes.

## Versión formal
La versión informal del principio puede parecer evidente, aunque en realidad esconde una afirmación matemática precisa.
| Principio de la suma: Si A, B son conjuntos finitos disjuntos entonces {\displaystyle \|A\cup B\|=\|A\|+\|B\|=\|X\|}. |

En el teorema anterior {\displaystyle |X|} representa la cardinalidad (número de elementos) del conjunto {\displaystyle X}.
La relación con la versión informal del principio se obtiene tomando A como el conjunto de posibles resultados o selecciones del primer tipo, B el conjunto de resultados o selecciones del segundo, mientras que {\displaystyle A\cup B} es el conjunto total de resultados posibles.
Existe una generalización del principio de la suma para varios conjuntos:
| Principio de la suma: Si {\displaystyle A_{1},A_{2},\ldots A_{r}} son conjuntos finitos disjuntos por pares entonces {\displaystyle \left\|\bigcup _{i=1}^{r}A_{i}\right\|=\|A_{1}\cup A_{2}\cup \cdots \cup A_{r}\|=\|A_{1}\|+\|A_{2}\|+\cdots +\|A_{r}\|=\sum _{i=1}^{r}\|A_{i}\|}. |

## Aplicaciones
El principio de la suma se encuentra subyacente en toda prueba o enumeración donde se divida un conteo en casos separados.

### Ejemplo: Conteo de opciones
Se desea determinar el número de enteros entre 1 y 50 que sean múltiplos de 7 o de 11. 
Los números a considerar son de dos tipos: múltiplos de 7 y múltiplos de 11. Adicionalmente, no hay un número entre 1 y 50 que sea de ambos tipos de forma simultánea. Por tanto, dichos conjuntos son disjuntos.
En otras palabras, si

A = {múltiplos de 7 entre 1 y 50}={7, 14, 21, ..., 49}.

B = {múltiplos de 11 entre 1 y 50}={11, 22, 33, 44}.

entonces {\displaystyle A\cap B=\emptyset } y  el resultado deseado, por el principio de la suma, es |A| + |B|, es decir: 7+4=11.

### Ejemplo: Identidad de Pascal

, pues hay 10 formas de escoger (en rojo) 3 objetos de un conjunto con 5 elementos.

La identidad de Pascal es un ejemplo clásico de aplicación del principio de la suma. Denotaremos por {\displaystyle {n \choose k}} el número de formas de escoger k objetos de un conjunto con n elementos. 
La identidad de Pascal establece:
| Identidad de Pascal. Si {\displaystyle n\geq k>0} son enteros positivos, entonces {\displaystyle {n \choose k}={n-1 \choose k-1}+{n-1 \choose k}}. |

Para ilustrar el teorema consideremos un conjunto con n=5 elementos del cual se van a elegir k=3 elementos. Por definición, dicha elección se puede realizar de {\displaystyle \scriptstyle {5 \choose 3}} formas.

El número de formas de escoger 3 elementos es la suma del número de elecciones que incluyen al cuadrado y el número de elecciones que no lo incluyen.

Seleccionemos ahora un elemento particular del conjunto (en el caso de la figura, el cuadrado). Tenemos entonces dos conjuntos de elecciones:
- Aquellas elecciones de 3 elementos que incluyen al elemento indicado.
- Aquellas elecciones que no incluyen al elemento indicado.

Ambos conjuntos de elecciones son disjuntos, por lo que el principio de la suma establece que el resultado total será la suma del número de formas de hacer las elecciones de cada tipo. 
- En el primer caso, puesto que ya tenemos un elemento fijo, sólo hace falta escoger 2 elementos entre las 4 opciones restantes. Esto se puede realizar de {\displaystyle \scriptstyle {4 \choose 2}} formas.
- En el segundo caso tenemos que seleccionar los 3 elementos a partir de las 4 opciones posibles, lo cual se puede hacer de {\displaystyle \scriptstyle {4 \choose 3}} formas.

Concluimos entonces que el número total de elecciones {\displaystyle \scriptstyle {5 \choose 3}} es igual a la suma de esas cantidades:

{\displaystyle {5 \choose 3}={4 \choose 2}+{4 \choose 3}}.